# Lanehead
Lanehead – osada w Anglii, w hrabstwie Durham. Leży 43 km na zachód od miasta Durham i 389 km na północ od Londynu.